# Ванга червонодзьоба
Ванга червонодзьоба (Hypositta corallirostris) — вид горобцеподібних птахів родини вангових (Vangidae).

## Поширення
Ендемік Мадагаскару. Поширений вздовж східного узбережжя острова. Природним середовищем існування є субтропічні або тропічні вологі низинні ліси.

## Опис
Маленький птах, завдовжки 13-14 см, вагою 13-16 г. Оперення самця однорідне сірувато-блакитне, за винятком лоруму і основи дзьоба, які мають чорний колір. Дзьоб насиченого червоного кольору. З іншого боку, самиця має нижню частину і голову оливково-коричневих тонів, а її верхні частини більш сіруваті, ніж у самців. Очі темно-карі. На сіруватих ногах є довгі пальці з довгими вигнутими кігтями, якими вони тримаються за стовбури дерев.

## Спосіб життя
Харчується дрібними та середніми комахами, гусеницями та жуками. Вони шукають їжу в кронах дерев і ловлять літаючих комах у повітрі.